# Giro del Veneto 1995
Il Giro del Veneto 1995, sessantottesima edizione della corsa, si svolse il 2 settembre 1995 su un percorso di 205 km. La vittoria fu appannaggio dell'italiano Flavio Vanzella, che completò il percorso in 5h33'00", precedendo i connazionali Gianni Faresin e Massimo Donati.

## Ordine d'arrivo (Top 10)
| Pos. | Corridore          | Squadra                | Tempo    |
| ---- | ------------------ | ---------------------- | -------- |
| 1    | Flavio Vanzella    | MG Boys Maglificio-T.  | 5h33'00" |
| 2    | Gianni Faresin     | Lampre-Panaria         | s.t.     |
| 3    | Massimo Donati     | Mercatone Uno-Saeco    | s.t.     |
| 4    | Stefano Colagè     | ZG Mobili-Selle Italia | s.t.     |
| 5    | Gabriele Missaglia | Brescialat-Fago        | s.t.     |
| 6    | Claudio Chiappucci | Carrera Jeans          | s.t.     |
| 7    | Luca Scinto        | MG Boys Maglificio-T.  | a 4"     |
| 8    | Alberto Elli       | MG Boys Maglificio-T.  | a 7"     |
| 9    | Fabio Baldato      | MG Boys Maglificio-T.  | a 3'02"  |
| 10   | Alessio Di Basco   | Amore & Vita-Galatron  | s.t.     |